# Vasile Gionea
Vasile Gionea (n. 21 februarie 1914, Gârbovățu de Jos, România – d. 1999) a fost un jurist român, care a fost ales ca deputat de Prahova în legislatura 1990-1992, pe listele partidului PNȚCD. Între anii 1992-1995 a deținut funcția de președinte al Curții Constituționale a României.

## Biografie
Vasile Gionea s-a născut la data de 21 februarie 1914 în com. Gârbovățu de Jos (județul Mehedinți). A absolvit în anul 1936 cursurile Facultății de Drept, promovând în anul 1939 examenul de avocat definitiv, la care s-a clasificat pe primul loc dintre toți candidații din țară.
Între anii 1939-1942 a efectuat studii de doctorat în drept și în științele economice la Facultatea de Drept din Cluj, pe care le-a promovat cu calificativul "Magna cum laude", susținând teza de doctorat cu titlul "Răspunderea civilă a liberului profesionist (medic, avocat, arhitect)". Între anii 1937-1953 a lucrat ca avocat pledant la Brașov, apoi a fost angajat prin concurs în postul de avocat al Băncii Naționale a României, filiala Brașov. A fost membru al Partidului Național Țărănesc.
În anul 1942, a fost încadrat ca asistent la Catedra de politică socială a Academiei Comerciale din Brașov. În anul 1949 a fost arestat. Din anul 1952 deține gradul didactic de conferențiar la Academia Comercială Cluj-Brașov, și din 1958 ca profesor. Propus de Consiliul universitar și Senatul universitar, dar, refuzând să se înscrie în P.C.R., a fost infirmat din post, rămânând numai în calitate de consilier la Banca Națională a României. Ulterior, Gionea a fost numit ca profesor în cadrul Ministerului Construcțiilor Industriale. În anul 1989 a fost confirmat ca profesor universitar, fiind numit titularul Catedrei de Drept constituțional și istoria dreptului.
În urma alegerilor parlamentare din 20 mai 1990, Vasile Gionea a fost ales ca deputat de Prahova, pe listele Partidului Național Țărănesc Creștin și Democrat (PNTCD). În calitate de deputat, a făcut parte din Comisia juridică, de disciplină și imunități a Camerei Deputaților și din Comisia de validare. De asemenea, a deținut și funcția de vicepreședinte al Comisiei de redactare a noii Constituții (1991). A demisionat din Parlamentul României la data de 8 iunie 1992, demisie acceptată prin Hotărârea Camerei Deputaților nr.38/1992, fiind înlocuit de către Remus Opriș.
În anul 1992 a fost numit de către președintele României ca judecător și ales ca primul președinte al Curții Constituționale a României, pentru un mandat de trei ani. Gionea a deținut mandatul de președinte al Curții Constituționale a României până la expirare, în 1995.
În anul 1993 a fost ales membru de onoare al Academiei Române. Vasile Gionea a decedat în anul 1999.

## Activitatea științifică și publicistică
Ulterior a predat dreptul civil la Facultatea de Drept a Universității „Hyperion" din București. A făcut parte din următoarele societăți și asociații științifice: membru în nouă comitete ale Asociației Juriștilor din Italia, Franța, Austria, Olanda, Belgia, Slovacia, Cehia etc.; membru al Academiei Tiberiene din Italia și al Academiei de Științe din New York; membru emerit al Universității Pontz.
A participat la 35 congrese internaționale (Mamaia, Sofia, Belgrad, Varșovia, Trieste, Viena, Berlin, Roma, Bruxelles, Amsterdam etc.), prezentând comunicări științifice, care au fost publicate în țară și în străinătate.
Vasile Gionea este autorul a 11 volume din domeniul dreptului civil, comercial, dreptului muncii, dreptului constituțional și istoriei dreptului. Dintre acestea menționăm următoarele:
- Istoria dreptului românesc 1980- Vol.2: Partea 1 (București, 1984) - în colaborare cu Barbu B. Berceanu, Maria Dvoracek, Dumitru Firoiu și Alexandru Herlea;
- Drept economic (București, 1988);
- Studii de drept constituțional și istoria dreptului, 3 vol. (Regia Autonomă "Monitorul Oficial", București, 1993-1995);
- Curs de drept civil: teoria obligațiilor (Ed. Fundația "România de Mâine", 1995);
- Curs de drept constituțional (Ed. Scaiul, 1996) - în colaborare cu Nicolae Pavel etc.

De asemenea, este autor de cărți de beletristică, și anume: 
- un volum de portrete și amintiri - Oameni pentru care mi-a bătut inima: Portrete și amintiri (1990);
- 3 volume de nuvele istorice - Momente istoriografice și personalități de seamă ale neamului românesc (Ed. Gândirea Românească, București, 1990) - în colaborare cu Alexandru și Victor Ioachimescu; Întâmplări din alte vremuri (1991); Femei vestite din Antichitate și din Evul Mediu (Ed. Pro Humanitate, București, 1999);
- 3 romane – unul de un volum (Dragostea lui Tristan și a Izoldei - 1990), unul de două volume (Pași în deșert - Ed. Gândirea Românească, 1991) și unul (Lungul drum al Golgotei), în cinci volume.